# Distretto di Macari
Il distretto di Macari ( in spagnolo  Distrito de Macarí) è uno dei nove distretti della provincia di Melgar, in Perù. Si trova nella regione di Puno e si estende su una superficie di 673,78 chilometri quadrati.

Ha per capitale la città di Macari; nel censimento 2005 il distretto contava una popolazione di 8.731 unità.